# Am Lehester Deich

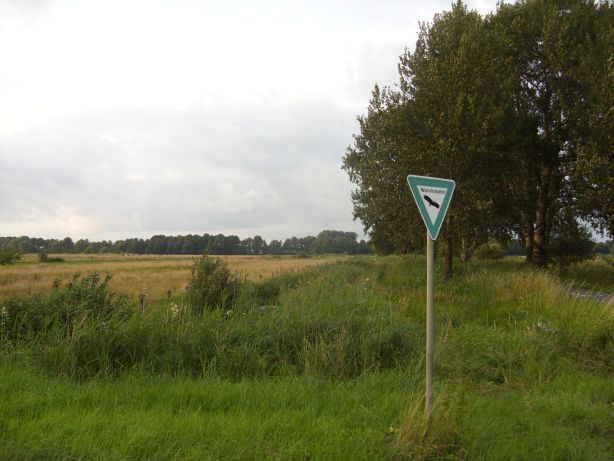
Angrenzendes Naturschutzgebiet Westliches Hollerland

Die Straße Am Lehester Deich ist eine Erschließungsstraße in Bremen, Stadtteil Horn-Lehe, Ortsteil Lehesterdeich neben dem Ortsteil Borgfeld. Sie führt in Süd-Nord- und dann in Ost-West-Richtung von der Oberneulander Landstraße und der Straße Am Rüten bis zum Kuhgrabenweg, dem Oberblockland und dem Landhaus Kuhsiel an der Wümme.
Sie gliedert sich in die Teilbereiche
- Oberneulander Landstraße bis Lilienthaler Heerstraße
- und Lilienthaler Heerstraße bis Kuhgrabenweg.

Die Querstraßen und Anschlussstraßen wurden benannt u. a. als Oberneulander Landstraße nach dem Stadtteil, Am Rüten nach einer Allmende von Oberneuland als Flurbezeichnung, Am Mariannenhof nach dem Sommersitz des Zigarrenfabrikanten Hermann-Otto Wendt (1848–1920), unbenannter Weg, Wellhausenweg, unbenannter Weg, Upper Borg nach einem burgartigen Hof den um 1500 Erzbischof Johann III. Rode († 1511) angeblich besaß, In der Poggenkuhle nach einer Flurbezeichnung (ndt. Poggen= Kröten oder Frösche), unbenannter Weg, Diekswürden evtl. nach dem Deich (= Diek) von Wührden in Lilienthal, Lange Wenjen nach der Wasserscheide (ndt. Wenje= Scheide) zweier Siele, Franklinstraße nach dem Naturwissenschaftler und Staatsmann Benjamin Franklin (1706–1790), Kopernikusstraße nach dem preußischen Astronomen (1473–1543), Bekassinenstraße nach der Sumpfschnepfe, Feldhauser Straße nach dem früheren Dorf bei Lilienthal, Lilienthaler Heerstraße nach der Nachbarstadt Lilienthal, Borgfelder Heerstraße, Am Deichfleet nach dem Deich an einem früheren Fleet, drei unbenannte Wege, Jan-Reiners-Weg, Kreuzdeich, Kuhgrabenweg nach dem 1277 erwähnten Kograve als Grenzgraben (ndt. Ko = Grenze), Oberblockland nach dem oberen Blockland; ansonsten siehe beim Link zu den Straßen.

## Geschichte

### Name
Die Straße Am Lehester Deich wurde benannt nach dem Ortsteil und nach dem Deich an der Leher Seite der Wümme und dem Holler Fleet im Flusssystem der Weser.

### Entwicklung
Westlich und südlich vom Holler Fleet verläuft die Straße als Grenze zwischen Lehesterdeich und Borgfeld. Die kleine Landgemeinde Lehesterdeich wurde 1921 in die Stadt Bremen eingemeindet und 1951 Ortsteil von Horn-Lehe. Der Ortsteil hatte 2007 rund 11.600 Einwohner.
Hermann-Otto Wendt erwarb 1908 Am Lehester Deich einen Hof, nutzte ihn als Sommersitz und nannte ihn nach dem Vornamen seiner Frau Mariannenhof. Die Hans-Wendt-Stiftung von 1919 hat hier ihren zentralen Sitz.
Die intensivere Besiedlung des Ortsteils erfolgte ab den 1960/70er Jahren.

### Verkehr
Die Straßenbahn Bremen kreuzt mit der Linie 4 (Lilienthal – Arsten) die Straße an der Lilienthaler Heerstraße.
Im Nahverkehr in Bremen kreuzt die Buslinien 31 (Borgfeld Ost ↔ Horn ↔ Nedderland) die Straße. Einen weiteren Haltepunkt der Buslinie 33 (Horn ↔ Sebaldsbrück) gibt es erst in der 500 Meter entfernten Apfelallee, in der Nähe der Oberneulander Landstraße.

## Gebäude und Anlagen
An der Straße stehen fast nur eingeschossige Wohnhäuser.
Erwähnenswerte Gebäude und Anlagen
- Neben der Straße das Holler Fleet
- Nr. 4: 1-gesch. Haus mit Krüppelwalmdach mit dem Restaurant Melia
- Nr. 17 Ecke Am Mariannenhof:  Gebäudekomplex der Hans-Wendt-Stiftung
- Nr. 19: 1-gesch. Kinderhaus und Kinder- und Jugendfarm Am Lehester Deich der Hans-Wendt-Stiftung
- Zwischen Wellhausenweg und Upper Borg: Einfamilienhaussiedlung mit zumeist einheitlich gedeckten  Walmdachhäusern
- Nr. 63: 2-gesch. evtl. früheres Bauernhaus mit Reetdach
- Ecke Lilienthaler Heerstraße 384: 1-gesch. Haus mit Restaurant
- Nr. 83: früher 1-gesch. Bauernhaus Hilken, heute Einfamilienhäuser
- Nr. 85: 1-gesch. Wohnhaus mit Fachwerkgiebel und Krüppelwalm,  früheres Bauernhaus Wohlers
- Nr. 92a: 1-gesch. Haus der sogenannten Holzschule am Lehester Deich von 1936 als Ergänzung zur alten Schule kurz vor dem Kreuzdeich.  Nach 1945 Funkstelle der Besatzungstruppen, 1946 Haus des Hanseaten-Klubs Bremen als Jugendklub, der sich ab 1984 nach einem Umbau zu einem kleinen Amateurtheater entwickelte als Theater am Deich, mit zwei Inszenierungen pro Jahr und jeweils 20 bis 25 Aufführungen.
- Nr. 93: Hier stand ein Bauernhaus von 1800. 1973 brannte das Haus der Familie Bremermann ab, wobei drei Kinder starben; heute mehrere Einfamilienhäuser.
- Nr. 99: 1-gesch. ehemaliges Bauernhaus der Familien Bahrenburg, Wolters und Früchtnicht
- Nr. 107: 1-gesch. Bauernhaus Marks mit Krüppelwalm
- Nr. 109: Bis 1976 1-gesch. Ausflugslokal Jan Reiners, dass 1976  nach einer Brandstiftung abbrannte; heute neues Einfamilienhaus.
- Nr. 111: Früherer  Bahnhof Lehester Deich der Kleinbahn Bremen–Tarmstedt von 1900 bis 1956, volkstümlich „Jan Reiners“ genannt. Nach Abbruch des Bahnhofs steht heute hier ein Einfamilienhaus.
- Nr. 115: Früher Bauernhof der Familien Behrens und Peters; nach Abbruch seit 2005 mit Einfamilienhäusern bebaut.
- Ab Nr. 118: nur Wohnhäuser und Villen an der Nordseite, zwischen Straße und Fleet
- Nr. 123: 1-gesch. umgebautes Bauernhaus von 1863
- Nr. 127: 1-gesch. Kötnerhaus mit reetgedecktem Krüppelwalm, 1963 umgebaut

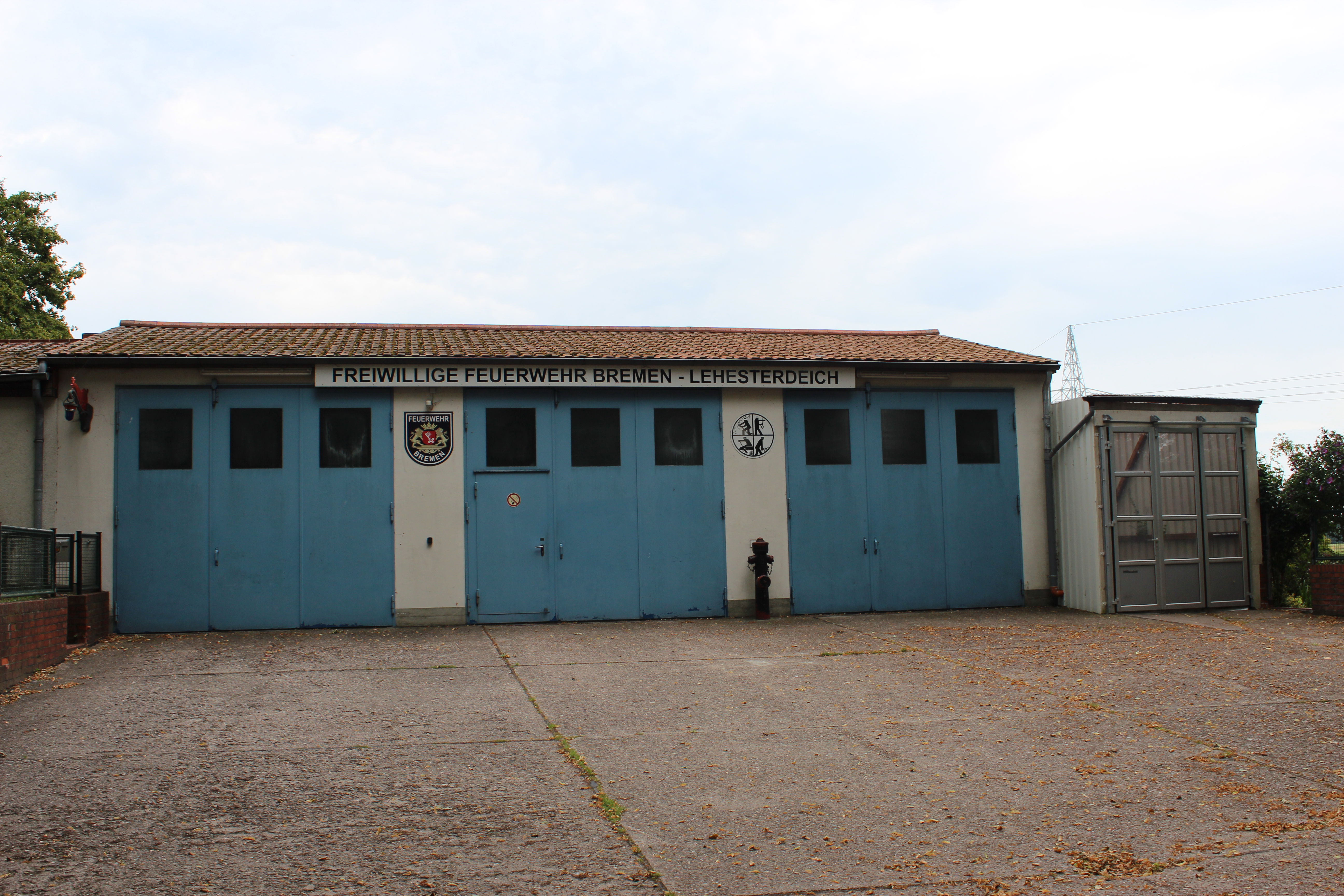
Freiwillige Feuerwehr Lehesterdeich

- Nr. 135: 1-gesch. 1986 zum Wohnhaus umgebautes altes Feuerwehrhaus von 1937
- Nr. 139/141: 1-bis 2-gesch. Gebäude der Freiwilligen Feuerwehr Bremen-Lehesterdeich; bis 1936 Pflicht-Feuerwehr, dann Freiwillige Feuerwehr mit neuem Feuerwehrhaus (Nr. 135), 1973 Übernahme von drei Fahrzeughallen (Nr. 139b), 1974 neues Feuerwehrhaus (Nr. 139b), 2016 neues Feuerwehrhaus, Fuhrpark 2018 mit sieben Fahrzeugen, einem Anhänger und einem Boot mit Anhänger; siehe auch Feuerwehr Bremen
- Nr. 145: 1-gesch. alte Schule Lehesterdeich von der Mitte des 18. Jahrhunderts an der Stelle der später gebauten sogenannten Kreuzdeichschule; der Reformpädagoge Paul Goosmann fand  hier 1927/28 seine erste Stelle und der Maler und Lehrer Fritz Geerken war 1936 an der Schule, 1936 wurde zur Entlastung die Holzschule (Nr. 92a) gebaut, 1961 wurde der Unterricht eingestellt; heute Sitz eines Architekturbüro
- Brücke über das Fleet
- Nr. 149: 1-gesch. Gebäude mit zwei Seitenflügeln vom Bremischen Deichverband am rechten Weserufer von 1937, weitere Gebäude u. a. mit Solarzellenbedachung dahinter
- Nr. 159: 1-gesch. Bauernhaus aus den 19. Jahrhundert mit Fachwerkgiebel und Krüppelwalm von Hof Stein, 1957 brannte die Scheune ab.
- Landhaus Kuhsiel an der Wümme
- Naturschutzgebiet Westliches Hollerland (Leher Feld) von 1985 bzw. 1991 mit einer 293 ha großen Fläche der von Holländern urbar gemachten Kulturlandschaft als Feuchtgrünland mit einem etwa 90 km langen Grabennetz.